# Pseudochelonarium kalimantanense
Pseudochelonarium kalimantanense is een keversoort uit de familie Chelonariidae. De wetenschappelijke naam van de soort is voor het eerst geldig gepubliceerd in 1969 door Paviour-Smith.